# Гауверт
Гауверт (нід. Hauwert) — село в нідерландській провінції Північна Голландія. Входить до муніципалітету Медемблік.
Його площа становить 6,10 км², а населення станом на 2021 рік складало 705 осіб.

## Галерея

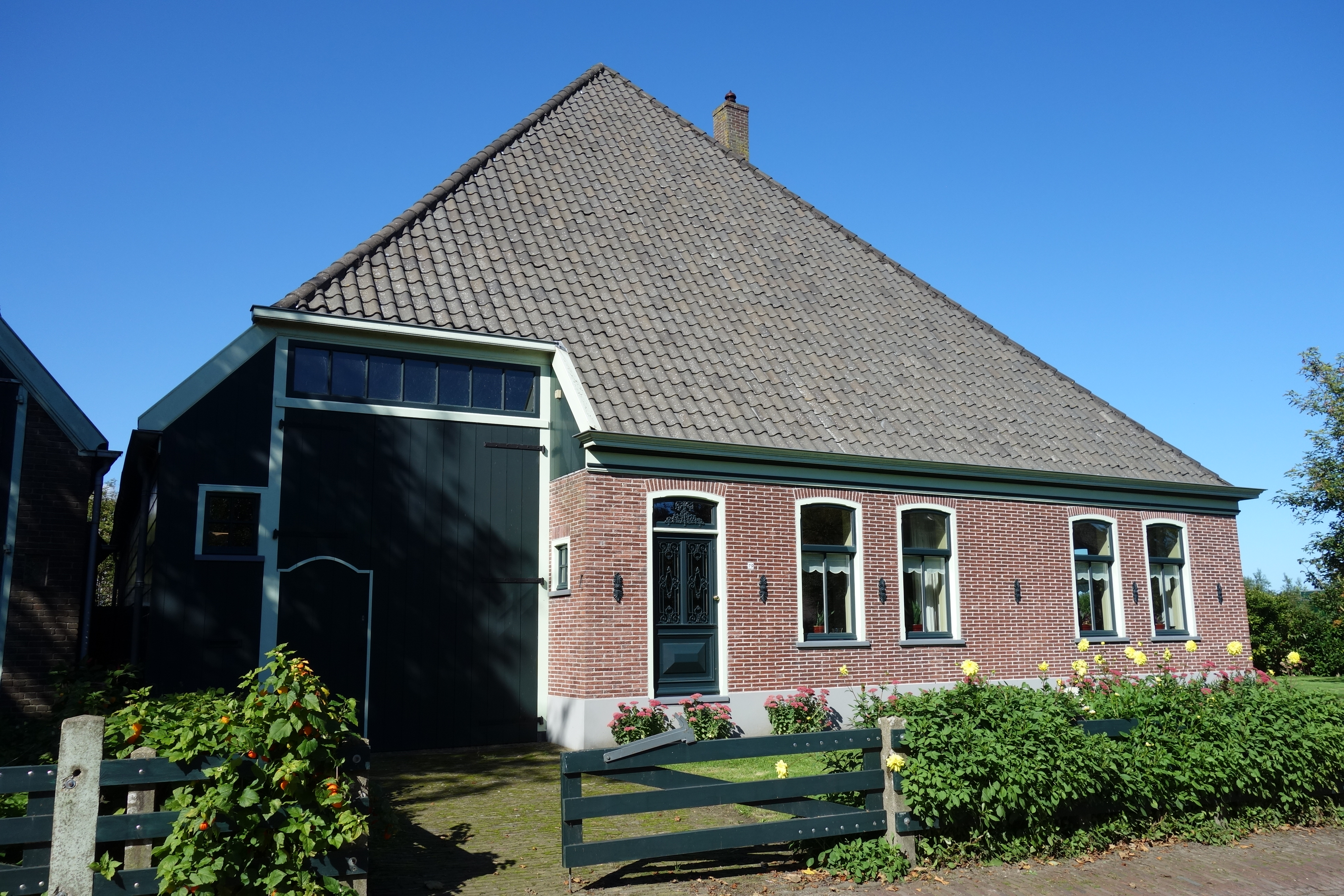
Ферма у Гауверті
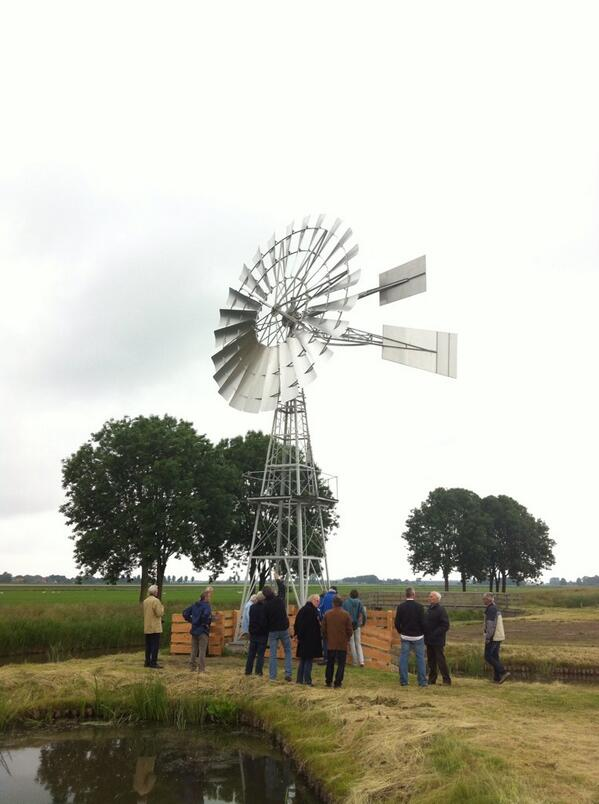
Вітряк-генератор
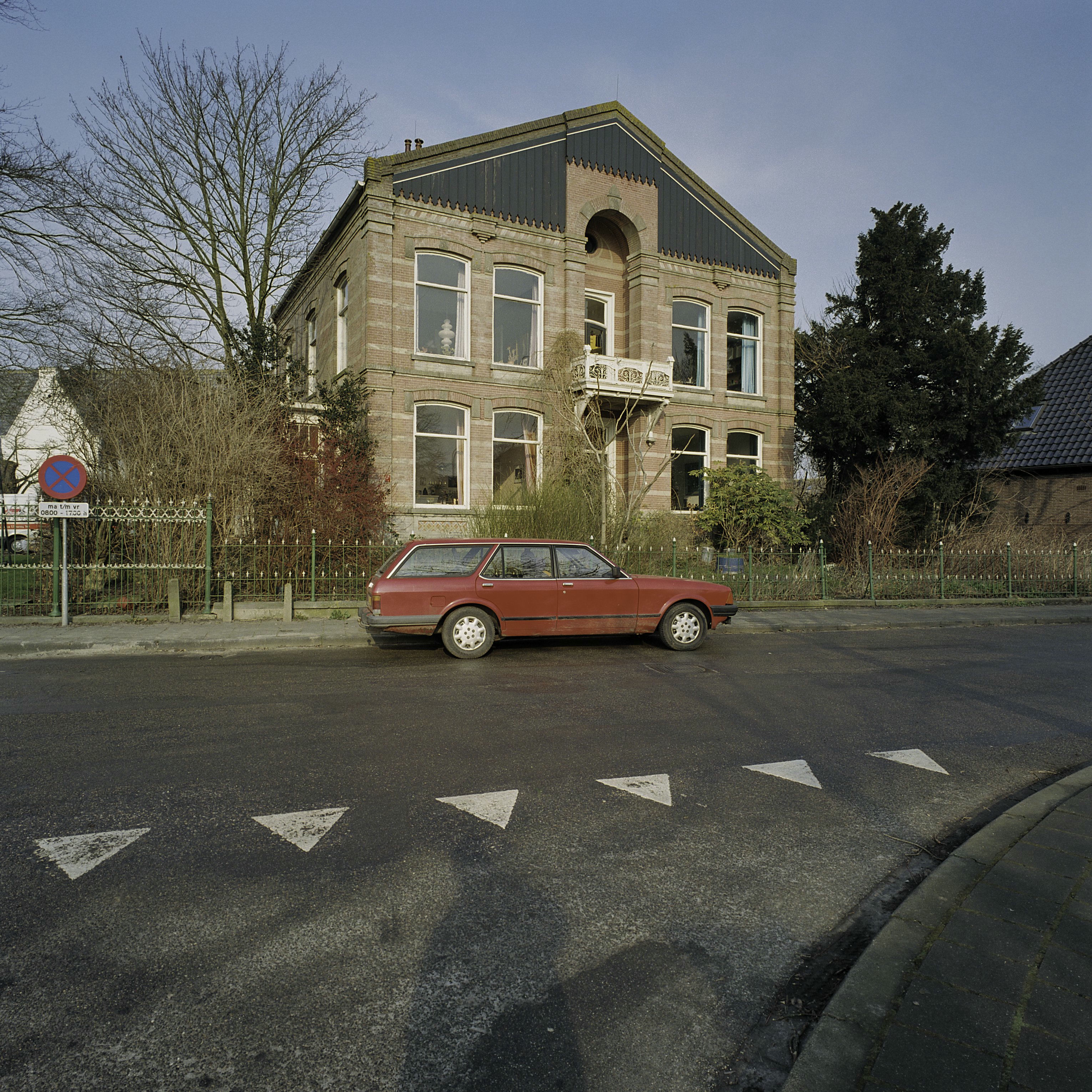
Колишній будинок почту